# Atenció a la dependència a Melilla
L'atenció a la dependència a Melilla es caracteritza per un desenvolupament normatiu a nivell estatal perquè la competència és del Ministeri de Treball i Assumptes Socials a causa de ser Ceuta una ciutat autònoma.
La regulació del procediment per a la valoració i reconeixement de la situació de dependència ha sigut mitjançant la Resolució de 16 de juliol de 2007, de l'Institut de Majors i Serveis Socials i l'Ordre TAS/2455/2007, de 7 d'agost.
Les dades de 2018 implicaven que Melilla (amb dades combinades amb Ceuta) tenia un 5,2% de persones en la llista d'espera (persones amb dependència reconeguda esperant les atencions), una de les més baixes en comparació amb la majoria de les altres comunitats autònomes. Junt a Castella i Lleó i Ceuta, era un territori amb una llista d'espera dins d'una gestió normal de les altres i baixes sense acumulacions. Aquesta situació es manté amb les dades de 2019.
Un informe del Círculo empresarial de Atención a las Personas (CEAPs) de 2019 informà que Melilla, junt a Ceuta, era la comunitat autònoma amb menys despesa pública per dependent.